# Maurizio De Jorio
Maurizio De Jorio (* 1967) je italský zpěvák stylu eurobeat a italo disco, bývalý člen Delta labelu, který ale opustil a začal pracovat s labelem SinclaireStyle. Jeho popularita vrcholila v 90. letech 20. století. Maurizio De Jorio je známý i jako "Max Coveri" (tento pseudonym ale používali i jiní zpěváci), "D. Essex", "Morris", "Tokyo Future", "7th Heaven", "Marko Polo", "Dejo" (který používá doteď) či "Niko".